# Fregelly
Fregelly (latinsky Fregellae) bylo starověké město v kraji Latium adiectum, ležící ve střední Itálii na římské silnici Via Latina mezi městy Aquinum (současné Aquino) a Frusino (současné Frosinone) poblíž levého břehu řeky Liris (současné Liri).

## Dějiny
Fregelly zřejmě založili poblíž současného Arce v dávných dobách Oskové a později patřily Volskům. Někdy před rokem 330 př. n. l. je zničili Samnité, protože v tomto roce obyvatelé nedalekého města Fabrateria Vetus (současné Ceccano) hledali proti nim  pomoc u Říma a v roce 328 př. n. l. zde byla založena latinská kolonie. Místo bylo v roce 320 př. n. l. obsazeno Samnity, ale v roce 313 př. n. l. znovu obnoveno Římany. Fregelly byly většinou věrné Římu, spálením mostů přes řeku Liris zablokovaly v roce 212 př. n. l. Hannibalův postup na Řím i za cenu jím způsobeného zpustošení okolního území. Posel vyslaný z Fregell vyvolal v celém Římě paniku, dokud nedorazila zpráva, že římská armáda je už na cestě z Capuy. Vyslanec Fregell také v roce 209 př. n. l. vedl deputaci 18 nevzbouřených kolonií k římskému senátu poté, co během války od Říma 12 dalších kolonií odpadlo.
Fregelly byly velmi důležitým a vzkvétajícím městem, protože kontrolovaly přechod přes řeku Liris a také díky své poloze na úrodném území. Po zamítnutí návrhů Marka Fulvia Flakka v roce 125 př. n. l. na rozšíření římského občanství senátem vypuklo ve Fregellách proti Římu povstání. Místní zrádce Numitorius otevřel městské brány římské armádě pod vedením praetora Lucia Opimia, který poté nechal celé město zbořit jako výstrahu italickým spojencům, pokud by se chtěli někdy v budoucnu vzbouřit.
V následujícím roce zaujala místo Fregell nová kolonie Fabrateria Nova asi 4,8 km jihovýchodně na opačném břehu Liris. Za císařství byly Fregelly jen malá vesnice a v itinerářích je v současném Cepranu zmíněna poštovní stanice zvaná Fregellanum.

## Archeologie
Lokalita je dobře viditelná na území Arce nedaleko hranic s obcí Ceprano a San Giovanni Incarico. Pozůstatky odkrývané od roku 1978 zahrnují nálezy z republikánského období a velký Aesculapův chrám. Některé předměty jsou uloženy v muzeu v Cepranu.